# Palace Software
Palace Software — британский издатель и разработчик компьютерных игр, действовавший в 1980-е годы в Лондоне. Наиболее известные игры компании — сериалы Barbarian и Cauldron, выпущенные для нескольких 8-разрядных домашних компьютеров, в частности, ZX Spectrum, Amstrad CPC и Commodore 64. С сериалом Barbarian был связан скандал в связи с тем, что для рекламы игр использовался воплощённый фотомоделью Марией Уиттакер образ принцессы варваров, представлявший собой весьма скудно одетую женщину-воина.
В состав команды Palace Software входили художник и гейм-дизайнер Стив Браун и композитор Ричард Джозеф (англ. Richard Joseph).
В 1991 году материнская компания Palace Software — Palace Group — продала её компании Titus Software.

## Команда
В команду Palace Software входили:
- Пит Стоун (англ. Pete Stone) — сооснователь компании[1]
- Ричард Лейнфеллнер (англ. Richard Leinfellner) — сооснователь компании[1]
- Мэттью Тиммс (англ. Mattheu Tims) — директор
- Крис Стенгрум (англ. Chris Stangroom) — программист, ZX Spectrum
- Марк Изон (англ. Mark Eason) — гейм-дизайнер
- Стив Браун (англ. Steve Brown) — гейм-дизайнер, художник
- Ричард Джозеф (англ. Richard Joseph) — композитор, звуковой дизайнер
- Стенли Скембри (англ. Stanley Schembri) — программист, Commodore 64
- Дэн Мэлоун (англ. Dan Malone) — продюсер
- Крис Нири (англ. Chris Neary) — художник[2][неавторитетный источник]
- Кейт Миллер (англ. Keith Miller) — звуковой дизайнер[2][неавторитетный источник]

## Избранные игры
- The Evil Dead (1984)
- Cauldron (1985)
- Cauldron II: The Pumpkin Strikes Back (1986)
- The Sacred Armour of Antiriad (1986)
- Barbarian: The Ultimate Warrior (1987)
- Stifflip & Co. (1987)
- Barbarian II: The Dungeon of Drax (1988)